# Николаевка (Песчанский район)
Николаевка (укр. Миколаївка) — посёлок, входит в Песчанский район Винницкой области Украины.
Население по переписи 2001 года составляло 208 человек. Почтовый индекс — 24703. Телефонный код — 4349. Занимает площадь 0,121 км². Код КОАТУУ — 523281402.

## Местный совет
24714, Вінницька обл., Піщанський р-н, с. Дмитрашківка, вул. Леніна, 58